# Столкновения на сирийско-иорданской границе
Столкнове́ния на сири́йско-иорда́нской грани́це произошли 22 октября 2012 года, когда группа вооруженных исламистов попыталась перейти границу двух государств. В результате перестрелки был убит капрал пограничной стражи Мухаммад Али аль-Манасир, а сами нападавшие были арестованы, другая же их часть бежала с места сражения.
Столкновения произошли на фоне продолжающейся уже 19 месяцев гражданской войны в Сирии. Власти Иордании осудили инцидент и усилили меры безопасности на границе с Сирией.

## Предыстория
Накануне иорданским спецслужбам удалось сорвать планы боевиков «Аль-Каиды» по организации ряда терактов: атака торговых центров в Аммане, покушения на дипломатов западных стран. По замыслу террористов эти преступления должны были дестабилизировать ситуацию в королевстве.
Подготовка же самих терактов началась еще июне. Для осуществления своих планов боевики занимались контрабандной оружия и боеприпасов из Сирии. По данному делу стражами правопорядка было задержано 11 подозреваемых. Также, властями было изъято большое количество оружия, боеприпасов и взрывчатых веществ.

## События
22 октября 2012 года в 22 часа 30 минут по местному времени 16 вооруженных боевиков пытались перейти сирийско-иорданскую границу. Входе перестрелки четверо были убиты, еще 12 скрылись на территории Сирии. В результате вооруженного столкновения был убит капрал пограничной стражи Мухаммад Али аль-Манасир.

## Реакция
В связи с данным инцидентом власти Иордании выразили протест: отмечалось, что речь шла о первой, с момента начала гражданской войны в Сирии, вооруженной попытке прорыва границы между Сирией и Иорданией. После случившегося иорданской стороне пришлось принять дополнительные меры по усилению безопасности на границе с Сирией.